# Porspoder
Porspoder is een gemeente in het Franse departement Finistère (regio Bretagne). De plaats maakt deel uit van het arrondissement Brest. Porspoder telde op 1 januari 2022 1.761 inwoners.

## Geografie
De oppervlakte van Porspoder bedroeg op 1 januari 2022 11,29 vierkante kilometer; de bevolkingsdichtheid was toen 156 inwoners per km².

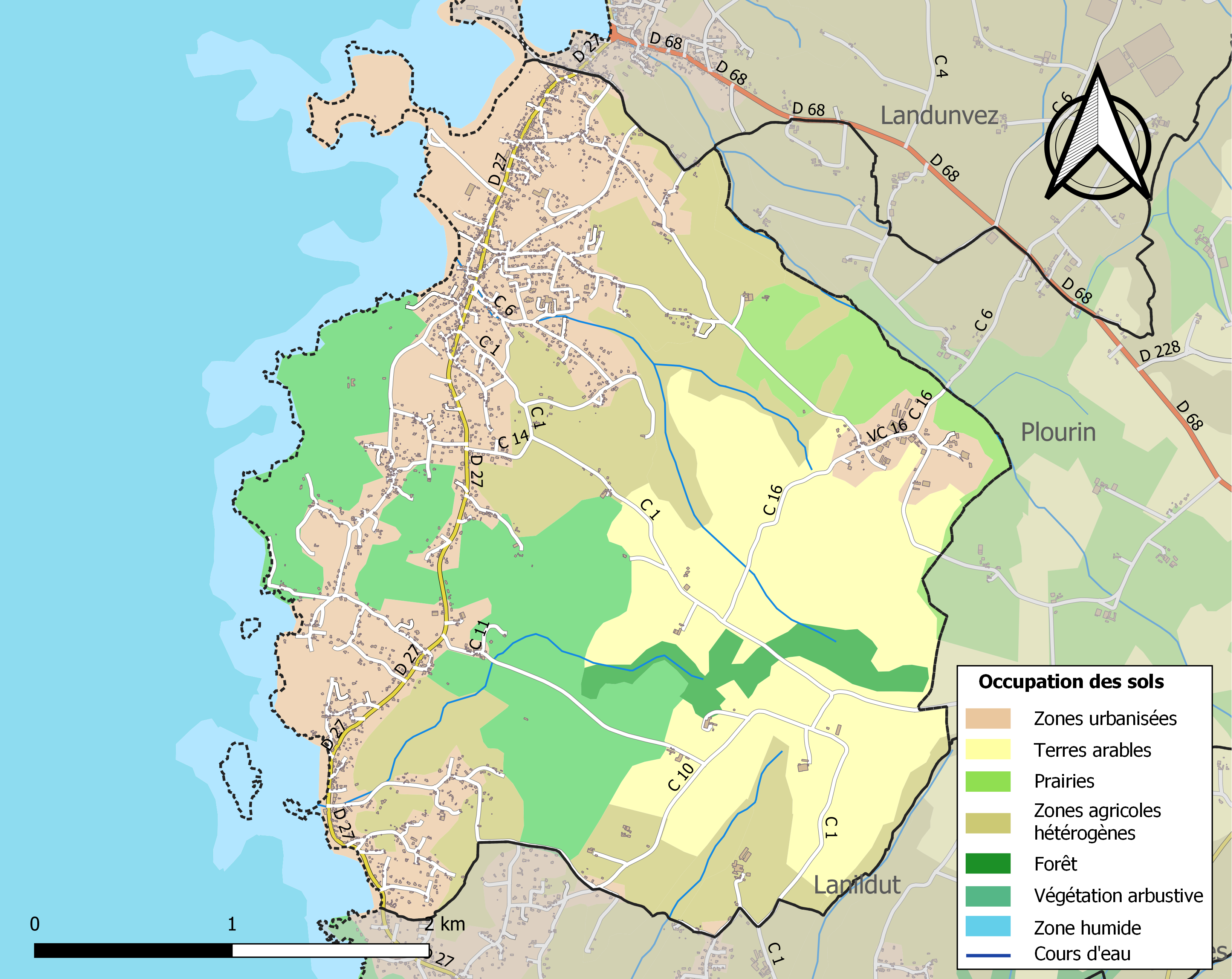
Kaart van de gemeente met belangrijkste infrastructuur, bodemgebruik en omliggende gemeenten

## Demografie
Onderstaande figuur toont het verloop van het inwonertal (bron: INSEE-tellingen).